# Ertrica purpurealis
Ertrica purpurealis är en fjärilsart som beskrevs av Walker 1865. Ertrica purpurealis ingår i släktet Ertrica och familjen Crambidae. Inga underarter finns listade i Catalogue of Life.